# Saint-Patrick (Saint-Vincent-et-les-Grenadines)
Pour les articles homonymes, voir Saint-Patrick.
Saint-Patrick est l'une des six paroisses de Saint-Vincent-et-les-Grenadines. Avec seulement 5 800 habitants, Saint-Patrick demeure la paroisse la moins peuplée du pays.

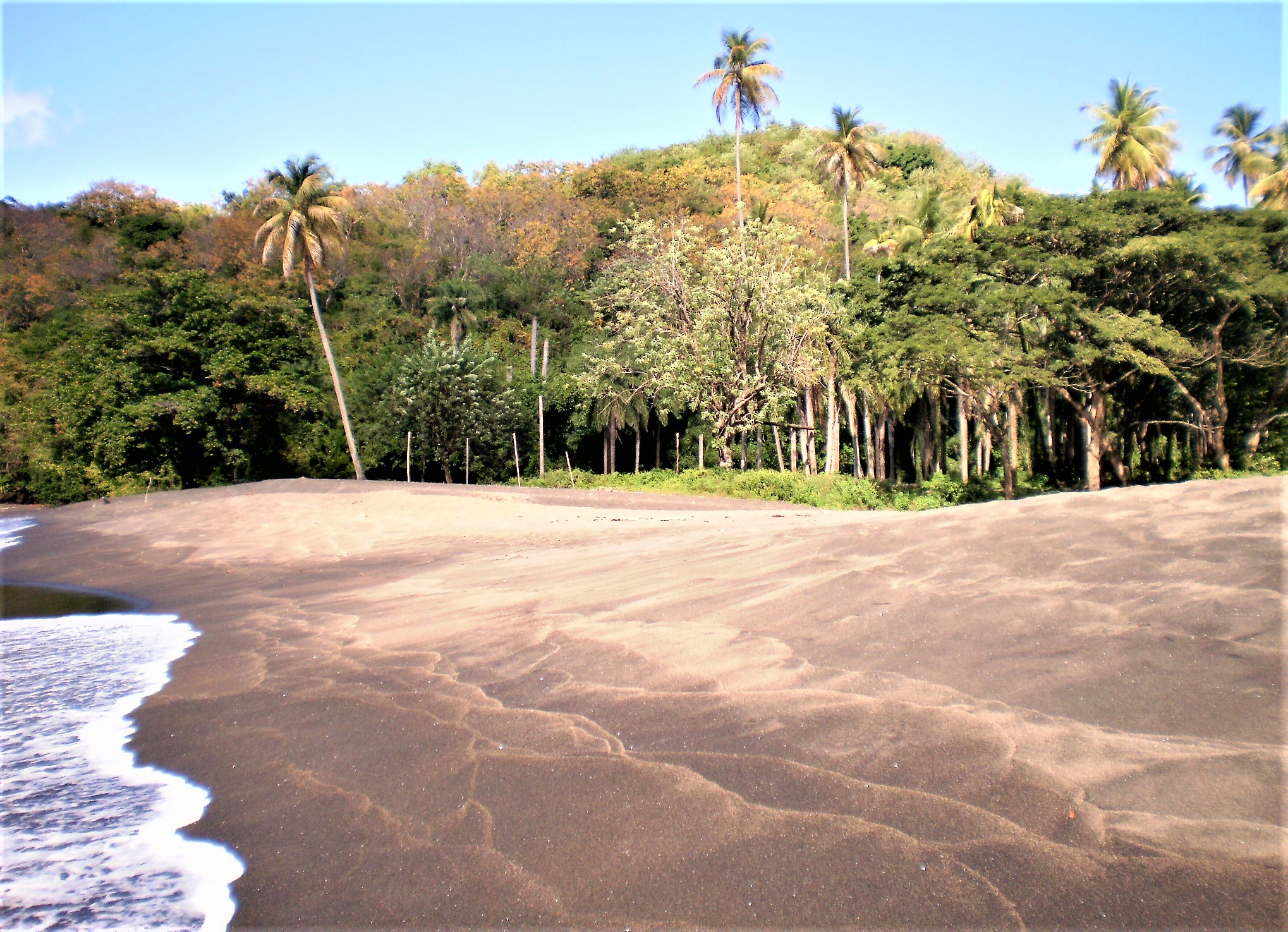
Princess Bay Black Sand Beach dans la paroisse de St. Patrick

Les villes qui la composent sont:
- Barrouallie (le chef-lieu)
- Hermitage
- Rutland Vale
- Spring Village